# آوی‌لی لاس
آوی‌لی لاس (انگلیسی: Ave-Lii Laas؛ زادهٔ ۱۲ فوریهٔ ۱۹۹۹) بازیکن فوتبال اهل استونی است.
وی همچنین در تیم‌های ملی فوتبال Estonia women's national football team بازی کرده‌است.